# Metz Shen
Metz Shen (in armeno Մեծշեն?, in azero Ulu Qarabəy), traslitterato anche Mets Shen, in italiano equivalente di 'Borgo grande', è una comunità rurale del distretto di Tərtər, in Azerbaigian, fino al 2024 appartenente alla regione di Martakert nella repubblica di Artsakh (fino al 2017 denominata repubblica del Nagorno Karabakh).
Il paese nel 2005 contava poco più di trecento abitanti e si trova a una ventina di chilometri dal capoluogo regionale lungo la strada statale che collega questo al bacino idrico di Sarsang e che risalendo la vallata del fiume Tartar conduce al confine con l'Armenia.